# Грмуша црвеновољка
Источна велика грмуша (лат. Curruca cantillans) је мала типична грмуша која се гнезди у најјужнијим деловима Европе.

## Таксономија
Први пут ју је описао немачки природњак Петер Симон Палас 1764. године и дао јој биномно име Motacilla cantillans. Специфични епитет cantillans је латински израз за „цвркутање“ од canere, „певати“.

## Опис
Источна велика грмуша као и већина врста Curruca, има различито мушко и женско перје. Одрасли мужјак има сива леђа и главу, цигланоцрвени доњи део тела и беле пруге на образима - „бркове“. Женка је углавном смеђа одозго, са сивљом главом, а одоздо беличаста са ружичастим руменилом. Песма источне велике грмуше је брза и звецкава, и слична је песми грмуше чаврљанке.
Чини се да је ова птица у сродству са средоземном црноглавом грмушом - надврстом каспијске грмуше (Curruca mystacea). Све имају беле  делове образа, главе су тамне одозго код одраслих мужјака, и прстенове око очију. Ове три врсте су у сродству са надврстом која се састоји од рипелове грмуше (Curruca ruppeli) и кипарске грмуше (Curruca melanothorax), које такође деле белу област образа са црнкастим одозгом. 
Источна велика грмуша је подељена у две различите подврсте, које могу бити довољно различите да би се квалификовале као две одвојене врсте;
- Curruca cantillans cantillans (Pallas, 1764) - Сицилија и централна и јужна Италија (северно до Умбрије и Марке), локално у северно-централној Италији (Тоскана и Емилија-Ромања); зимује вероватно у западном Сахелу
- Curruca cantillans albistriata (Brehm, 1855) - Крајњи североисточни део Италије (Трст), и јужна Словенија, јужно дуж северне јадранске обале до Албаније и источно до јужне Бугарске, Грчке, Крита и западне Турске, једном у југозападној Румунији; зимује централни и источни Сахел (од источног Малија источно до северозападног Судана)

Две групе имају различито мужјачко перје, карактеристичне позиве и алопатричне су; по овом конкретном питању потребна су даља истраживања. У мају 2020. године, светска листа птица IOC-а препознала је поделу западних и источних великих грмуша на две различите врсте.
Италијанска грмуша црвеновољка се раније сматрала конспецифичном врстом.
Источна велика грмуша разликује се од западне велике грмуше по дубљем плаво-сивом горњем делу тела, црнкастој маски на бради и прекривачу ушију, циглано црвенкасто-смеђој обојености ограниченој на грло и груди и оштро разграниченој од углавном белог стомака, светлијим боковима и широј белој субмустахијалној прузи.
Ово је птица сувих, отворених предела, често на падинама брда, са жбуњем за гнежђење. Гнездо гради у ниском жбуњу или жутој трави, и полаже 3–5 јаја . Као и већина грмуша, источна велика грмуша јеинсектојед, али ће јести и бобице.

## Станиште и екологија
Источна велика грмуша преферира високе и густе хетерогене макије са ретким дрвећем у сувим медитеранским подручјима, посебно макије од црног храста (Quercus ilex) и оне у којима доминирају јагода (Arbutus) и врес (Erica). Такође се често налази у младим шумама храста плутњака (Quercus suber) и у густим, али без дрвећа жбунастим подручјима. Користи жбунасте формације у којима доминира купина (Rubus fruticosus) дуж сунчаних јаруга и дна долина и преферира средње фазе сукцесије након шумских пожара. Размножавање се одвија од краја марта до краја јуна и врста је моногамна. Мужјак гради неколико  гнезда, али оба пола граде гнездо за гнежђење које је дубока, робусна чаша од трава, танког корења и лишћа, обложена финијим травама, корењем и длачицама. Поставља се у ниско жбуње, жбун или мало дрво, око 30-130 цм изнад земље. Гнездо се састоје од три до пет јаја. Исхрана се углавном састоји од малих инсеката и њихових ларви, али ван сезоне гнежђења једу се и бобице и воће.